# 虚时间

实时间和虚時間的关系可用两相垂直的轴表示。

虚時間（imaginary time）是单位时间的虚数倍。这是一个从狭义相对论和量子力学领域派生的概念。其常被用于联系量子力学和统计力学。

## 參看
- 威克轉動